# Crevant
Crevant là một xã ở tỉnh Indre khu vực trung bộ Pháp. Xã này có diện tích 36 km², dân số thời điểm năm 1999 là 713 người. Khu vực này có độ cao trung bình 369 mét trên mực nước biển.